# Alzonne
Alzonne (okzitanisch Alzona) ist eine französische Gemeinde mit 1.590 Einwohnern (Stand 1. Januar 2022) im Département Aude in der Region Okzitanien. Sie gehört zum Arrondissement Carcassonne und zum Kanton La Malepère à la Montagne Noire.

## Nachbargemeinden
Nachbargemeinden von Alzonne  sind  Moussoulens im Nordosten, Villesèquelande im Südosten, Bram im Südwesten und Raissac-sur-Lampy im Nordwesten.

## Bevölkerungsentwicklung

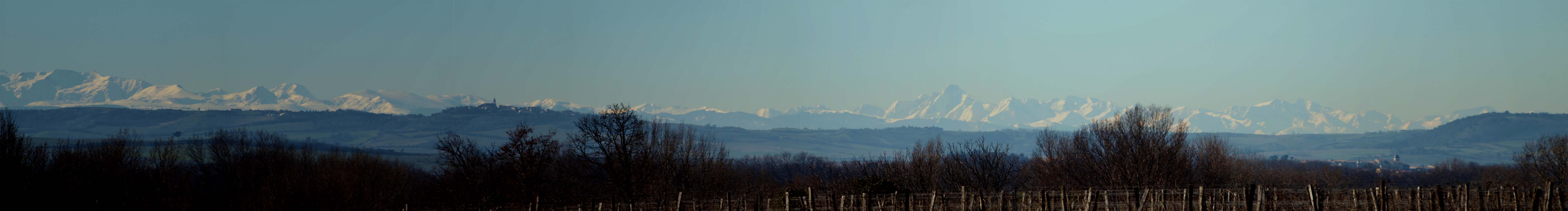
Blick von Alzonne auf die Pyrenäen

| Jahr      | 1962 | 1968 | 1975 | 1982 | 1990 | 1999 | 2017 |
| Einwohner | 1275 | 1177 | 1206 | 1208 | 1225 | 1221 | 1522 |